# Paavo Pelkonen
Paavo Matti Ilmari Pelkonen, född 26 mars 1948 i Helsingfors, är en finländsk skogsvetare.
Pelkonen blev agronomie- och forstdoktor 1984. Han var tillförordnad professor i virkesenergi- och torvproduktion vid Joensuu universitet 1983–1984 och är professor sedan 1985. Han har forskat med specialisering i teoretisk trädfysiologi, speciellt fotosyntesens årliga variationer hos barrträd, och tillämpad skogsskötsel.
Som dekanus för Joensuu universitets skogsvetenskapliga fakultet 1987–1990 och senare rektor för universitetet 1990–1998 etablerade Pelkonen skogsvetenskaperna som en stark enhet inom nämnda universitet. Han har som specialområde internationellt samarbete inom skoglig akademisk undervisning och forskning, med ett starkt kontaktnät i synnerhet inom EU och u-länderna.